# Преображенівка (Завітінський район)
Преображенівка (рос. Преображеновка) — село у Завітінському районі Амурської області Російської Федерації. Розташоване на території українського історичного та етнічного краю Зелений Клин.
Входить до складу муніципального утворення Преображенівська сільрада. Населення становить 175 осіб (2018).

## Історія
З 20 жовтня 1932 село року ввійшло до складу новоутвореної Амурської області.
З 1 січня 2006 року органом місцевого самоврядкування є Преображенівська сільрада.

## Населення
| 2002 | 2010 | 2012 | 2013 | 2014 | 2015 | 2016 |
| ---- | ---- | ---- | ---- | ---- | ---- | ---- |
| 293  | ↘249 | ↘243 | ↘234 | ↘228 | ↘223 | ↘210 |
| 2017 | 2018 |      |      |      |      |      |
| ↘197 | ↘175 |      |      |      |      |      |